# Esk (Schiff)
HMS Esk (H15) war ein Zerstörer der E-Klasse der britischen Royal Navy. Im Zweiten Weltkrieg wurde der Zerstörer mit den Battle Honours „Atlantic 1939“, „Norway 1940“ und „Dunkirk 1940“ ausgezeichnet.
Das Schiff geriet mit der 20. (Minenleger)-Zerstörerflottille in ein nicht erkanntes deutsches Minenfeld und sank nach einem Minentreffer am 1. September 1940 nordwestlich Texel auf 53° 23′ N, 3° 48′ O, als sie ihrem von einer Mine getroffenen Schwesterschiff Express zur Hilfe lief. Auch die ebenfalls zur Hilfe eilende Ivanhoe wurde von einem Minentreffer schwer beschädigt und schließlich von dem Zerstörer Kelvin versenkt, um den Deutschen nicht in die Hände zu fallen, während die schwer beschädigte Express eingeschleppt werden konnte.

## Geschichte derEsk
Die Esk wurde am 1. November 1932 mit den anderen acht Einheiten der E-Klasse bestellt. Ihre Kiellegung erfolgte 24. März 1934 als BauNr. 1479 bei Swan Hunter in Wallsend, Tyne and Wear.

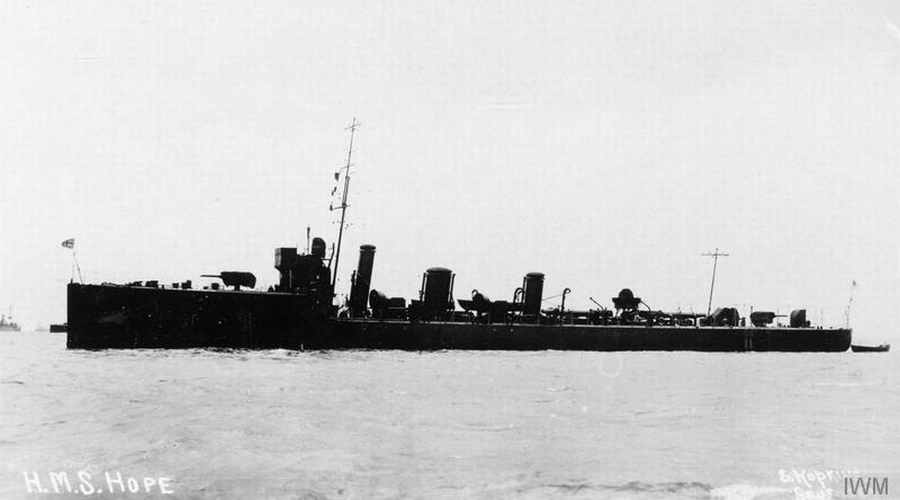
Die Hope, erster Zerstörer der Royal Navy von Swan Hunter

Die Bauwerft hatte 1911 mit der Hope der Acorn-Klasse erstmals einen Zerstörer für die Royal Navy gebaut, der bis zum Ersten Weltkrieg und mit den Bauten der Kriegsprogramme weitere 36 Zerstörer folgten. Ihr erster Nachkriegs-Zerstörerneubau war der 1930 fertiggestellte Flottillenführer für die A-Klasse, Codrington, dem 1931 zwei Zerstörer der B-Klasse mit Brilliant und Bulldog folgten.
Esk und die gleichzeitig bei Swan Hunter bestellte Express waren die ersten Neubauten, die als Minenleger ausgerüstet wurden. Das Schiff lief am 19. März 1934 als viertes der Klasse vom Stapel und wurde es am 26. September 1934 in Dienst gestellt. Sie und die Express mussten als Minenleger allerdings zwei Geschütze als Gewichtsausgleich für die Minenzuladung von Bord geben.
Der neue Zerstörer war das vierte Neubau der Royal Navy, der den Namen Esk erhielt.

### Einsatzgeschichte
Zusammen mit den anderen Schiffen der E-Klasse bildete Esk die 5. Zerstörerflottille, die der Home Fleet zugeordnet war. In dieser bislang von der Wallace geführten Flottille ersetzte die neue Klasse ab Herbst 1934 Zerstörer der V- und W-Klasse. Im September 1935 verlegte die „5th Destroyer Flotilla“ wegen der Abessinienkrise in das östliche Mittelmeer und kehrte im April 1936 in die Heimat zurück. Der Spanische Bürgerkrieg erforderte ab 1936 den Einsatz britischer Zerstörer in den spanischen Gewässern, so dass etliche Schiffe dort 1939 zum Einsatz kamen. 1939 sollten neue Zerstörer der K-Klasse die Schiffe der E-Klasse in der 5th DF ersetzen und dann bei der Mediterranean Fleet zum Einsatz kommen.
Im Januar 1939 kam mit der Electra erstmals ein Zerstörer der E-Klasse zur Reserve, der bis zum Juli 1939 weitere Schiffe der Klasse folgten. Esk kam mit ihrem auch als Minenleger einsetzbaren Schwesterschiff Express zur Reserve im Portsmouth. Schon vor dem Kriegsausbruch begann im August die Umrüstung der beiden Zerstörer zu Minenlegern.

#### Kriegseinsätze
Die Esk befand sich bei Ausbruch des Zweiten Weltkriegs in der Ausrüstung zum Minenleger und wurde dann der 20. (Minenleger)-Zerstörerflottille zugewiesen. Zu Beginn des Zweiten Weltkrieges legte diese in Immingham stationierte Flottille defensive Minenfelder vor der britischen Küste und offensive Minenfelder in der Deutschen Bucht.
In der Nacht zum 10. September 1939 legten Esk und Express ihre erste offensive Minensperre auf den vermuteten deutschen Auslaufwegen im deutschen Minenwarngebiet. In der Nacht zum 18. Dezember 1939 verlegten die beiden Zerstörer mit Ivanhoe und Intrepid eine Sperre von 240 Minen vor der Ems-Mündung. Gesichert wurden die minenlegenden Zerstörer durch die Zerstörer Grenville, Greyhound, Griffin und die polnische Blyskawica.
Im April 1940 sollte das Schiff gemeinsam mit anderen Zerstörern im Rahmen der Operation Wilfred Minen in den Küstengewässern des damals noch neutralen Norwegens legen. Bei den Abwehroperationen gegen die deutsche Besetzung Norwegens war die Esk als Eskorte des Schlachtkreuzers Renown eingesetzt, als dieser sich am 9. April 1940 vor dem Ofotfjord ein kurzes unentschiedenes Gefecht mit den deutschen Schlachtschiffen Scharnhorst und Gneisenau lieferte, die bei dem Unternehmen Weserübung als Fernsicherung dienten. Der Zerstörer selbst kam wegen der schlechten Witterung nicht zum Einsatz.
Die Minenleger-Zerstörer wurden bis Mitte Mai 1940 regelmäßig eingesetzt und legten zuletzt Sperren vor der niederländischen Küste, um den deutschen Vormarsch zu stören.;

Von Ende Mai bis Anfang Juni 1940 evakuierte der Zerstörer gemeinsam mit vielen anderen Schiffen, darunter auch Express, Intrepid und Ivanhoe, die um Dünkirchen eingekesselten alliierten Truppen (Operation Dynamo).

#### Das Texel-Desaster
Am 31. August 1940 lief die Flottille mit Esk, Intrepid, Icarus, Ivanhoe und Express zu einer offensiven Minenunternehmung nahe Texel aus. Sichern sollten diese Aktion die von der 5. Flottille abgestellten Zerstörer Jupiter, Kelvin und Vortigern. Während die Schiffe der 20. Flottille ihre Minen warfen, gab es eine Meldung der britische Luftaufklärung, ein deutscher Verband liefe von Terschelling nach Westen auf die britische Küste. In der Furcht vor einem deutschen Invasionsversuch sollte die Flottille diesen Verband angreifen.

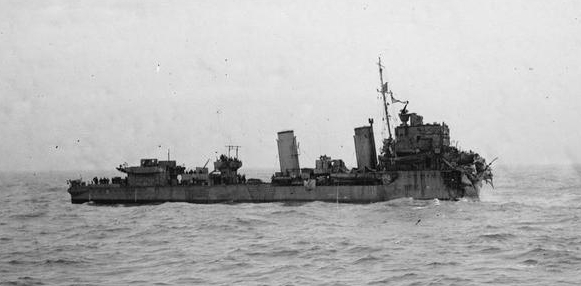
Die Express nach dem Minentreffer

Zuerst geriet die Express dabei nordwestlich Texel auf eine bislang unbekannte deutsche Minensperre und verlor ihren Bug. Die Zerstörer Esk und Ivanhoe wollten dem beschädigten Schwesterschiff zur Hilfe kommen. Dabei liefen beide ebenfalls auf Minen. Die Esk, die vermutlich noch eine zweite Mine zur Explosion brachte, zerbrach und sank dann innerhalb kurzer Zeit. Einige wenige Schiffbrüchige konnten von der Ivanhoe  aufgenommen werden. 127 Mann der Esk starben bei deren Untergang. Die 600 Minen starke deutsche Sperre war am 7./8. August von den deutschen Minenschiffen Roland, Cobra und Brummer ex Olav Tryggvason verlegt worden.
Da man keine Möglichkeit sah, die schwer beschädigte Ivanhoe abzuschleppen, wurde sie von der Kelvin versenkt. Die Express, die das gesamte Vorschiff durch den Minentreffer verloren hatte, wurde erst von der Kelvin, dann von der Jupiter geschleppt, bis Schlepper den rückmarschierenden Verband erreichten und den havarierten Zerstörer nach Hull brachten.
Der sogenannte „Texel Disaster“ wurde anfangs geheim gehalten. Da etwa 300 Mann bei der Aktion ihr Leben verloren und weitere 100 als Schiffbrüchige in Gefangenschaft kamen oder schwer verwundet wurden, entstanden nach den Ereignissen Spekulationen über die tatsächlichen Vorgänge.